# 548 v. Chr.
Portal Geschichte | Portal Biografien | Aktuelle Ereignisse | Jahreskalender | Tagesartikel

◄ |
7. Jahrhundert v. Chr. |
6. Jahrhundert v. Chr. |
5. Jahrhundert v. Chr. |
►

◄ | 560er v. Chr. | 550er v. Chr. | 540er v. Chr. | 530er v. Chr. |
520er v. Chr. |
►

◄◄ | ◄ | 551 v. Chr. | 550 v. Chr. | 549 v. Chr. | 548 v. Chr. |
547 v. Chr. |
546 v. Chr. |
545 v. Chr. |
► |
►►

## Ereignisse
- Im babylonischen Kalender fällt das babylonische Neujahr des 1. Nisannu auf den 5.–6. April[1]; der Vollmond im Nisannu auf den 18.–19. April[1] und der 1. Tašritu auf den 29.–30. September[1].[2]